# Кояське озеро
Коя́ське (крим. Qoyaş gölü, Küneş göl — «Сонячне озеро»; також Опуцьке, Альчина, Елкенське, Солоне) — солоне озеро морського походження на південному узбережжі Керченського півострова, розташовується в межах території Керченського району. Площа — 5,01 км. Походження — лиманове. Група гідрологічного режиму — безстічне.

## Географія
Входить в Керченську групу озер. Довжина — 3,84 км. Максимальна ширина — 2,81 км, середня — 1,2 км. Площа водозбору — 23 км, середня глибина — 0,75 м, найбільша — 1,0 м. Довжина берегової лінії — 10 км. Найближчі населені пункти: села Борисівка і Яковенкове розташовані на північний схід від озера. Озеро є лікувальним і використовується для рекреації.
Озеро має незвичайне рожеве забарвлення і є джерелом цілющих грязей. Це тому, що на його дні розташований сплячий грязьовий вулкан, у якому знайшла собі ідеальне життєве середовище водорість Дуналіелла Саліна, в процесі життєдіяльності якої виробляється бета-каротин. Саме від неї червоніють вода і сіль Кояського озера. Другою причиною називають поширення рачків Артемія, що мешкає у солоних озерах, здатен вижити навіть за високого вмісту солі у воді, й саме йому треба завдячувати лікувальними властивостями грязей озера.
Концентрація солі в озері становить у середньому 36 проміле, що в двадцять разів більше за солоність Чорного моря. Наприкінці липня мінералізація стає ще більшою, і доходить до 390 грам солі на літр води. Кояш — найсолоніше озеро Криму.
За оцінками науковців, запаси цінного мулу на дні цього озера становлять 1,7 мільйона кубічних метрів.
Водна рослинність тут поширена переважно на опріснених ділянках — в лагунах пересипів, у прилеглих до озера балках, у зонах виходу підземних вод. Середньорічна кількість опадів — 400—450 мм. Живиться озеро водами нечисленних малих річок, що впадають у нього та підземними водами.
Кояське озеро відокремлене від Чорного моря вузьким перешийком. Озерна улоговина має неправильну круглу форму, витягнута з півночі на південь. Коса відгороджує південно-західну частину озера від основної — це Мале Елькенське озеро. На захід від озера Кояш розташоване Узунларське озеро та гора Приозерна (44 метри). На південний схід — гора Опук (185 метрів) і однойменний мис.

## Охорона
Кояське — одне з шести озер Криму, що має природоохоронний статус. Озеро разом з прилеглими об'єктами входять в Опуцький природний заповідник і водно-болотного угіддя міжнародного значення «Аквальний-прибережний комплекс мису Опук», створений в 1998 році, із загальною площею 1 592,3 га.